# Lumbang (Lumbang)
Lumbang is een bestuurslaag in het regentschap Probolinggo van de provincie Oost-Java, Indonesië. Lumbang telt 4411 inwoners (volkstelling 2010).